# Liste der Monuments historiques in Sondernach
Die Liste der Monuments historiques in Sondernach führt die Monuments historiques in der französischen Gemeinde Sondernach auf.

## Liste der Objekte
| Bezeichnung | Beschreibung                                  | Standort                                 | Kennzeichnung | Schutzstatus | Datum | Bild |
| ----------- | --------------------------------------------- | ---------------------------------------- | ------------- | ------------ | ----- | ---- |
| Pietà       | Lindenholz, erste Hälfte des 16. Jahrhunderts | in der Kirche Notre-Dame de l’Emm (Lage) | PM68001234    | Inscrit      | 1997  |      |